# Только ваш
«Только ваш» (англ. Unfaithfully Yours) — кинофильм режиссёра Престона Стёрджеса, вышедший на экраны в 1948 году. Несмотря на неплохую критику, лента не имела успеха в прокате, что способствовало скорому окончанию голливудской карьеры Стёрджеса. В 2008 году Квентин Тарантино поставил картину на 9-е место в своём списке 11 лучших фильмов, составленном для журнала Empire.
В 1984 году вышел ремейк — фильм Говарда Зиффа «Клянусь в неверности».

## Сюжет
Сэр Альфред де Картер — знаменитый дирижёр, счастливо живущий со своей молодой супругой Дафной. Однажды утром его домашняя идиллия оказалась нарушена. Свояк сообщает ему о проведённом им детективном расследовании, которое установило неверность Дафны, якобы закрутившей роман с его собственным ассистентом Тони. Хотя дирижёр отказывается слышать какие-либо наговоры на жену, к вечеру сомнения берут над ним верх. Во время концерта, пока исполняются три классических произведения, он воображает различные варианты своих действий:
- звучит увертюра к опере Россини «Семирамида» — сэр Альфред представляет, как после концерта убивает жену и подставляет Тони, которого упекают за решётку,
- звучит увертюра к опере Вагнера «Тангейзер» — сэр Альфред представляет, как прощает жену, выписывает ей чек на крупную сумму и желает счастья в дальнейшей жизни без него,
- звучит симфоническая поэма Чайковского «Франческа да Римини» — сэр Альфред представляет, как заставляет Тони сыграть в русскую рулетку и кончает жизнь самоубийством.

После окончания концерта дирижёр возвращается домой первым, однако все его попытки реализовать один из сценариев оборачиваются фарсом. Дафна, обеспокоенная необычным поведением мужа, объясняет, что у Тони роман с её сестрой Барбарой. Супруги примиряются, идиллия восстанавливается.

## В ролях
- Рекс Харрисон — сэр Альфред де Картер
- Линда Дарнелл — Дафна де Картер, жена сэра Альфреда
- Барбара Лоуренс — Барбара Хеншлер, сестра Дафны
- Руди Валле — Август Хеншлер, муж Барбары
- Курт Кройгер — Тони Уиндборн, ассистент сэра Альфреда
- Лайонел Стэндер — Хьюго Стэндофф
- Эдгар Кеннеди — детектив Суини
- Эл Бридж — детектив в доме сэра Альфреда
- Джулиус Таннен — О'Брайен
- Торбен Майер — доктор Шульц
- Роберт Грейг — Джулс